# DR 877
Der Schnellverbrennungstriebwagen (SVT) 877 (später DB-Baureihe VT 04.0) war der erste Schnelltriebwagen der Deutschen Reichsbahn (DR) und zugleich der erste Stromlinienzug in planmäßigem Einsatz. Mit ihm wurde ab 1933 zwischen Berlin und Hamburg die damals weltweit schnellste Zugverbindung hergestellt, die Höchstgeschwindigkeit lag bei 160 km/h. Er war als Fliegender Hamburger bekannt.

## Daten und Entwicklung
Der aus zwei kurzgekuppelten Wagen bestehende Triebzug mit der damaligen Betriebsnummer 877a/b wurde im Februar 1932 von der DR bei der Waggon- und Maschinenbau AG Görlitz (WUMAG) bestellt. Ausgeliefert wurde er Ende 1932 und abgenommen im Februar 1933.
Eine Probefahrt am 19. Dezember 1932 zwischen dem Lehrter Bahnhof und dem Hamburger Hauptbahnhof legte der Schnelltriebwagen mit einem Geschwindigkeitsrekord zurück. In 142 Minuten hatte der Zug die Strecke von 286 km bewältigt.
Neu am Fliegenden Hamburger waren die Stromlinienform (wobei dies aber der einzige Triebzug mit tiefgezogenem Frontdach blieb), die in Windkanalversuchen entwickelt wurde, die Leichtbauweise und der dieselelektrische Antrieb nach dem System GEBUS. Jeder der beiden Wagen hatte einen Maybach-Zwölfzylinder-Viertaktdieselmotor GO 5 mit daran angeschlossenem Gleichstromgenerator und elektrischen Tatzlager-Fahrmotoren. Die Dieselmotoren waren mit den angeflanschten Generatoren in die Enddrehgestelle eingebaut (Maschinendrehgestell), die Fahrmotoren aus Gründen der Masseverteilung in das Jakobsdrehgestell. Mit einer Leistung von 2 × 410 PS (2 × 302 kW) wurde bei Versuchsfahrten eine Höchstgeschwindigkeit von 175 km/h erreicht; für den planmäßigen Einsatz wurde die Höchstgeschwindigkeit auf 160 km/h festgelegt. Die Maybach-GO-5-Motoren bereiteten anfangs eine Reihe von Problemen, teils durch die zu starre Motoraufhängung im Maschinendrehgestell, teils durch das zu schwach dimensionierte Kurbelgehäuse. Diese Probleme wurden mit der Weiterentwicklung zum Maybach GO6 weitestgehend beseitigt. Franz Kruckenberg berücksichtigte dies bereits bei der Konstruktion seines Schnelltriebwagens DR 137 155 (nicht zu verwechseln mit dem ebenfalls von ihm konstruierten Schienenzeppelin) und lagerte die Motoren in angeschuhten Rahmenaufhängungen statt in bisher verwendeten Maschinendrehgestellen. Der Maybach-Motor ist in seiner letzten Ausbaustufe als GTO 6 noch heute in diversen Loks der DB-Baureihe V 60 eingesetzt.
Der Zug war mit einer einlösigen, schnellwirkenden Knorr-Druckluftbremse Ksbr und einer Magnetschienenbremse ausgerüstet, mit denen er aus einer Geschwindigkeit von 160 km/h innerhalb von 800 Metern zum Halten gebracht werden konnte. Der Triebwagen sollte nur als Einzelfahrzeug verkehren, deshalb erhielt er nur verkleidete, leichte Notpuffer und ebenso verkleidete Zughaken.
Der Triebzug hatte 98 Sitzplätze in zwei Großraumwagen-Abteilen und ein viersitziges Buffet. Als Zeichen seiner Exklusivität wurde er wie die Wagen des „Rheingold-Zuges“ cremefarben und violett lackiert.
Anfangs war das cremefarbene Fensterband auch um die Stirnseiten herumgezogen, auf späteren Abbildungen sieht man, dass der Bereich um die Stirnfenster bis zu einer viertelkreisförmigen Farbtrennkante ebenfalls in Violett lackiert wurde. Dies geschah zum einen, um das Erscheinungsbild an die übrigen Schnelltriebwagen vom Typ Hamburg, Leipzig und Köln anzupassen, zum anderen litt die cremefarbene Stirnseite sehr schnell unter Verschmutzungen durch den Fahrbetrieb.
Der DR 877 war Prototyp für weitere Schnelltriebwagen:
- die zweiteilige Bauart Hamburg 137 149 bis 152 und 137 224 bis 232, sowie davon abgeleitete Bauarten:
- die dreiteilige Bauart Leipzig 137 153 bis 154 und 137 233 bis 234
- die dreiteilige Bauart Köln 137 273 bis 278 und 137 851 bis 858
- die vierteilige Bauart Berlin 137 901 bis 903
- die vierteilige Bauart München DR 137 904 bis 911 (wegen des Kriegsausbruchs nicht mehr realisiert)
- die zweiteiligen Elektro-Triebzüge der Baureihe ET 11

Die Erfolge dieser Schnelltriebwagen führten dazu, dass 1935 in Kassel von Henschel & Sohn zusammen mit der Waggonfabrik Wegmann & Co. der stromlinienverkleidete, aber dampflokomotivbespannte „Henschel-Wegmann-Zug“ mit vergleichbaren Leistungen entwickelt und zwischen Berlin und Dresden eingesetzt wurde.

## Einsatz
Ab 15. Mai 1933 verkehrte der Triebzug planmäßig zwischen Berlin Lehrter Bahnhof und Hamburg Hauptbahnhof. Für die 286 km lange Strecke benötigte er 138 Minuten, eine Zeit, die erst 64 Jahre später im Juni 1997 von einem ICE-Zug der Deutschen Bahn AG mit 132 Minuten unterboten wurde. Aktuell (2015) bewältigen die schnellsten Züge die Strecke in 98 Minuten. Im Zweiten Weltkrieg wurde der Triebwagen abgestellt. Ab 1945 wurde er von der französischen Besatzungsmacht als Reisezug eingesetzt und 1949 an die Deutsche Bundesbahn zurückgegeben, die ihn 1951 modernisierte, mit einem Anstrich in Purpurrot versah und als VT 04 000 a/b einreihte. Zur Modernisierung gehörte auch der Einbau einer Vielfachsteuerung und von Scharfenbergkupplungen mit Kontaktaufsätzen an beiden Enden, um ihn zusammen mit weiteren VT 04 gekuppelt einsetzen zu können. Der Triebwagen war 1955/1956 in Hamburg stationiert und wurde dort gelegentlich als Verstärkungstriebwagen des Kopenhagen-Express zwischen Hamburg und Großenbrode Kai eingesetzt. Er wurde 1957 abgestellt.

## Verbleib
Nach seiner Abstellung wurde das Fahrzeug dem Verkehrsmuseum Nürnberg übergeben, dort wurde der Triebwagen getrennt.
Die vordere Triebwagenhälfte a wurde wegen Platzmangels nochmals in der Mitte zerschnitten, der Torso mit Führerstand ist heute im Verkehrsmuseum Nürnberg ausgestellt. Die Sektion b wurde 1961 im AW Nürnberg mangels Interessenten ebenso verschrottet wie die restliche Hälfte der Sektion a.

## Konstruktive Merkmale

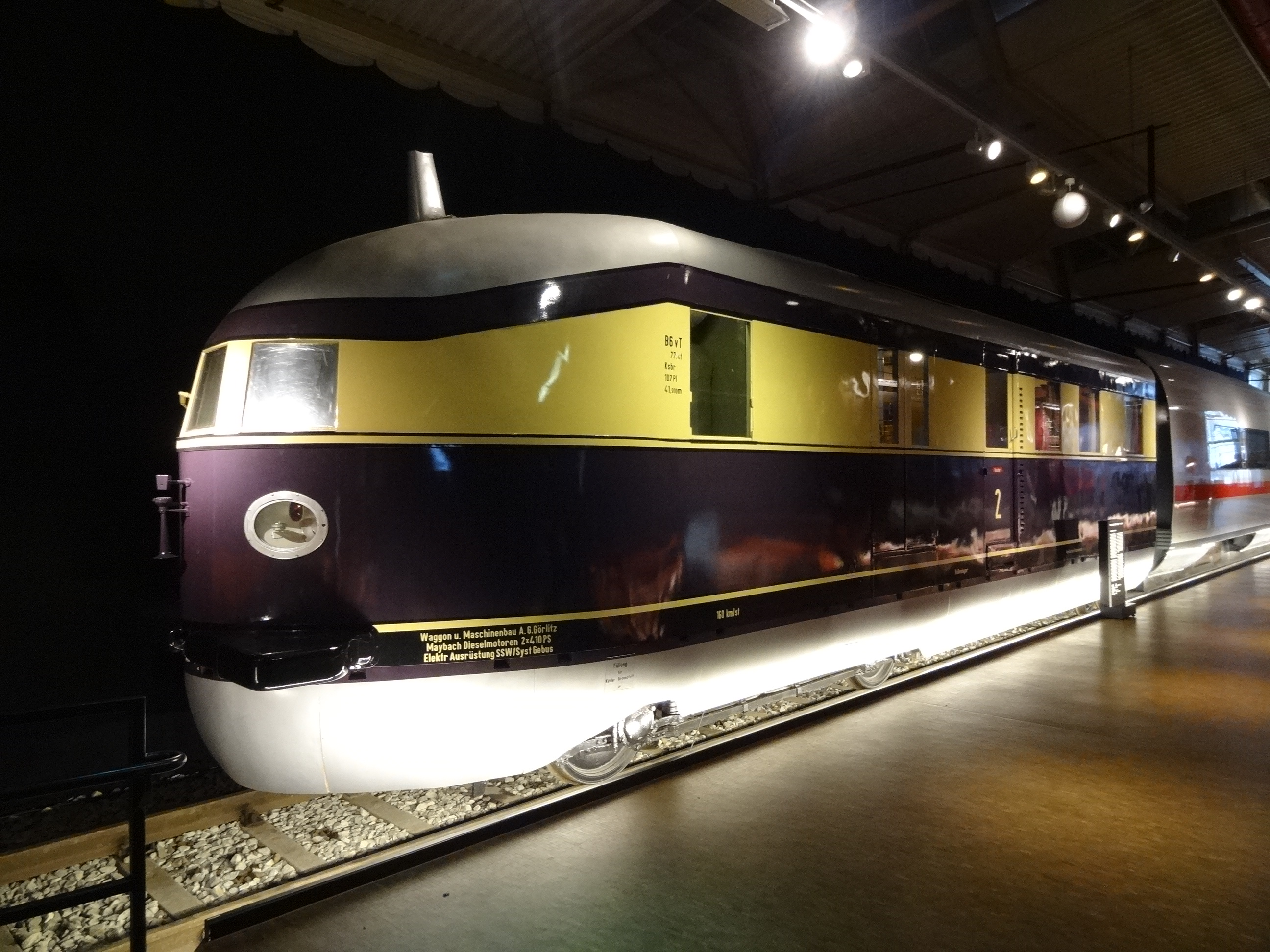
Fragment des Fliegenden Hamburger im Verkehrsmuseum Nürnberg

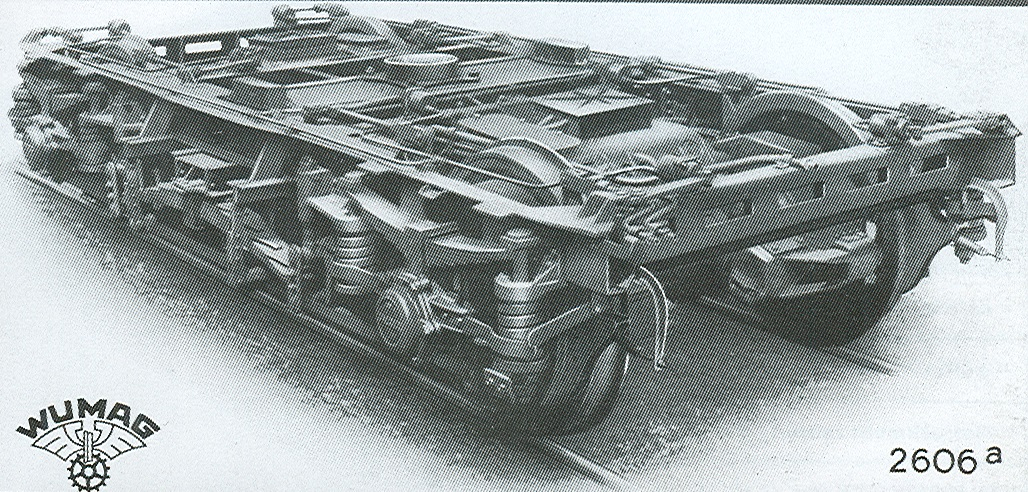
Ansicht des Triebdrehgestells beim Fliegenden Hamburger auf einem Werbeplakat der WUMAG

Der Wagen zeigte zum ersten Mal die wegweisende Konstruktion der Schnelltriebwagen, die nach ihm von den Fahrzeugen der Bauarten Hamburg, Leipzig, Köln und Berlin vor dem Zweiten Weltkrieg realisiert wurde.
Die Wagenkästen waren in Leichtbauweise weitgehend in Schweißkonstruktion hergestellt worden. Sie stützten sich über ein gemeinsames Jakobs-Drehgestell und zwei Enddrehgestelle ab. Auffällig bei dem Fahrzeug gegenüber den anderen Schnelltriebwagen der Deutschen Reichsbahn waren die heruntergezogene Dachfront und die kleinen Stirnfenster, die als Folge von Windkanaluntersuchungen entstanden waren. Aus diesen Untersuchungen resultierten ebenfalls die seitlichen Schürzen sowie der Verzicht auf eine reguläre Zug- und Stoßeinrichtung. Die Wagenkästen waren zum ersten Mal in der folgend im Triebwagenbau dominierenden Spantenbauart mit senkrechten Säulen aus gewalzten Profilen, einem durchgehenden Obergurt aus Stahlblech sowie Dachspriegeln aufgebaut. Die Fahrgasträume mit der Sitzplatzanordnung 1 + 3 waren als Großraumabteile mit Mittelgang ausgebildet. Der Sitzkomfort auf den Dreierbänken wurde bald als unzureichend empfunden und bei den nachfolgenden SVT in die Anordnung 1+2 geändert. Der Wagen a enthielt neben dem Maschinenraum das Gepäckabteil mit einer Grundfläche von 7,4 m², einen schmalen Vorraum, den Fahrgastgroßraum mit 42 Sitzplätzen sowie den beiden Aborten incl. Wascheinrichtung und einen weiteren Vorraum, der auch eine Heizungsnische besaß. Der Wagen b begann vom Kurzkuppelende ebenfalls mit einem kurzen Vorraum mit Erfrischungsraum inkl. vier Sitzplätzen, dem Großraumabteil mit 56 Sitzplätzen. Ihm schlossen sich ein weiterer Vorraum sowie der Maschinenraum an. Beide Maschinenräume waren auch die Führerstände des Fahrzeuges.
Die Drehgestelle waren ebenfalls eine Schweißkonstruktion aus Profilen und Blechen der Bauart Görlitz. Die Wagenkästen stützten sich über eine Wiege auf den Drehgestellrahmen ab. Beim mittleren Jakobsdrehgestell war die Federung auf Grund der höheren Belastung doppelt ausgeführt. Die mechanischen Bremsen waren Außentrommelbremsen mit einem Durchmesser von 780 mm. Die Bremstrommeln waren bei den Enddrehgestellen innen, beim Jakobsdrehgestell außen mit den Radscheiben verschraubt. Die Bremssohlen waren mit einem Asbestbelag belegt, sie wurden von Einzelbremszylindern mit einem Durchmesser von 70 mm bei einem Hub von 60 mm angelegt.
Die Maschinenanlage war bei diesem Fahrzeug mit den beiden Dieselmotoren Maybach GO 5 und den angeflanschten Generatorsätzen in den Enddrehgestellen sowie den Fahrmotoren in Tatzlageranordnung im Jakobsdrehgestell, ausgeführt. Die Dieselmotoren waren in je einem Hilfsrahmen gelagert, dieser war in drei Punkten im Maschinendrehgestell aufgehängt. Die Dieselgeneratoreinheit war mit einer Blechhaube abgedeckt. Da diese im Bogen mit dem Drehgestellrahmen ausschwenkte, war sie noch von einem am Bodenrahmen befestigten klappbaren Holzrahmen überdeckt. Mit dem zur Verfügung stehenden Dieselkraftstoff von zweimal 990 Litern erreichte der Triebwagen einen Aktionsradius von 1000 km. Unter den Langträgern waren auf beiden Seiten Füllstutzen zur Betankung angebracht.
Die elektrische Steuerung nach dem GEBUS-Prinzip wurde von Siemens verfeinert. Die Drehzahl der Dieselmotoren wurde abhängig von der eingestellten Fahrstufe in sieben Stufen geregelt, von der Fahrstufe 0 mit 800 min−1 bis 1400 min−1 in der Fahrstufe 6. Zusätzlich gab es noch eine Stellung * für besonders große Zugkräfte, die nur zum Anfahren bis zu einer Geschwindigkeit von 25 km/h benutzt werden durfte, bei größeren Geschwindigkeiten musste auf eine geringere Fahrstufe zurückgeschaltet werden.
Das Kühlwasser der beiden Dieselmotoren wurde bei jedem Maschinendrehgestell unterflur in je einem Rippenkühler mit acht Elementen rückgekühlt. Diese Rippenkühler wurden von zwei Ventilatoren zwangsbelüftet. Eine vom Dieselmotor über Zahnräder angetriebene Kühlwasserumwälzpumpe sorgte für den Kreislauf des Kühlwassers im Motor. Über elektrische Heizstäbe konnte dieses im Ausgleichbehälter vorgewärmt werden. Beheizt wurden beide Wagen des Triebwagens von einer koksgefeuerten Warmwasserheizung. Die Abgase wurden nach oben geführt und gaben mit der am Kurzkuppelende befindlichen Abgashutze das charakteristische Abbild des Triebwagens. Ausgerüstet zur Versorgung der Druckluftanlage war der Doppelwagen mit einem zweistufigen Luftverdichter der Bauart Knorr. Angetrieben wurde dieser elektrisch unmittelbar von dem Hauptgenerator. Bei einer Spannung unter 380 V konnte der Verdichter nicht anlaufen. Um trotzdem bei längeren Fahrten im Leerlauf oder bei Rangierfahrten Druckluft zu erzeugen, gab es zwei Möglichkeiten; durch einen sogenannten Pumpenschalter konnte die Erregung des Generators verstärkt werden, was die Spannung auf 600 V erhöhte, oder es konnte der batteriegespeiste Hilfsluftverdichter genutzt werden. Der Triebwagen besaß ein Bordnetz von 48 V, das durch eine unterflur angeordnete Lichtmaschine oder die Batterie gespeist wurde. Bei Stillstand der Dieselmotoren erfolgte selbsttätig die Umschaltung der Speisung auf Batteriebetrieb.

## Rezeption
Der Fliegende Hamburger wird im Computerspiel Transport Fever 2 als Mod in Steam kostenfrei zur Verfügung gestellt. Einige Hersteller haben Modelle für Modelleisenbahnen hergestellt.